# Nindara
Nindara (en cuneïforme 𒀭𒊩𒌆𒁯𒀀) era el déu casat amb la deessa Nanshe de Nina, una ciutat sumèria depenent de Lagaix.
No es té gaire coneixement de la funció d'aquesta divinitat. Se suposa que pel fet que el seu culte es donava principalment a una ciutat portuària, tenia com a epítet «el senyor del mar sant», i de vegades «el recaptador d'impostos del mar». Des del regnat d'Eannatum I (ensi de Lagaix cap al 2470 aC a 2430 aC) portava el títol de «mestre poderós». Gudea, ensi de Lagaix entre els anys 2144 aC i 2124 aC, atribuïa a Nindara el fet de donar-li força, segons una inscripció. Igual que la seva muller, estava relacionat amb els ocells.